# Marina Glava
Marina Glava je naseljeno mjesto u sastavu općine Tuzla, Federacija Bosne i Hercegovine, BiH.

## Zemljopis
Nalazi se uz željezničku prugu, kod rudnika. Okružuju ju naselja Lukavac Gornji, Mramor, Mramor Novi i Dobrnja. 
1990. godine podijeljena je i pripojena Mramoru i Dobrnji (Sl.list SRBIH 33/90).

## Stanovništvo
| Marina Glava       |       |
| godina popisa      | 1961. |
| Hrvati             | 1     |
| Srbi               | 24    |
| Muslimani          | 14    |
| Jugoslaveni        | 419   |
| Mađari             |       |
| Albanci            |       |
| ostali i nepoznato |       |
| ukupno             | 458   |